# Tasiocera bucephala
Tasiocera bucephala là một loài ruồi trong họ Limoniidae. Chúng phân bố ở miền Australasia.